# 存在
存在（そんざい、英語 being, existence, ドイツ語 Sein）とは、
- あること[1]。あるいは、いること[1]。また、そのある（いる）何か[1]。事物、物体、事柄、物質として有るという概念及びそのもの。「歴史に存在する人物」「神の存在」のように用いる[1]。
- （哲学）
  - 他の何かに依存することなく、それ自体としてあるもの[2]。
  - ものの本質[2]。
  - （人間にとって）まず現実（リアリティ）としてあるもの。実存[2]。
  - 《現象》として人の意識に映じているものや人が経験している内容[2]。

## 概要
「存在」は古代ギリシャ語ではeon や ousia ウーシア、ラテン語ではesse エッセ、ドイツ語では大文字で始まるSein ザイン、フランス語ではêtre エ（ー）トルなどとされる。
とりわけヨーロッパでの哲学の歴史においては、「存在」についての思索、つまり「いったい何が“ある”のか？」や「“ある”とはどういうことか」ということは、ひとつの究極の主題であったとも言える。別の言い方をすると（他の地域の哲学はまた別の話であるが）ヨーロッパ哲学は基本的に存在論であったとも言える。
一方、東洋ではインドで、《無》と関連づけられつつ《有》が探求された。解脱指向のアプローチが現れたり、（西洋同様とも言える）現象界の虚妄性を強調するアプローチが現れた。（後述）

## 西洋

### パルメニデス

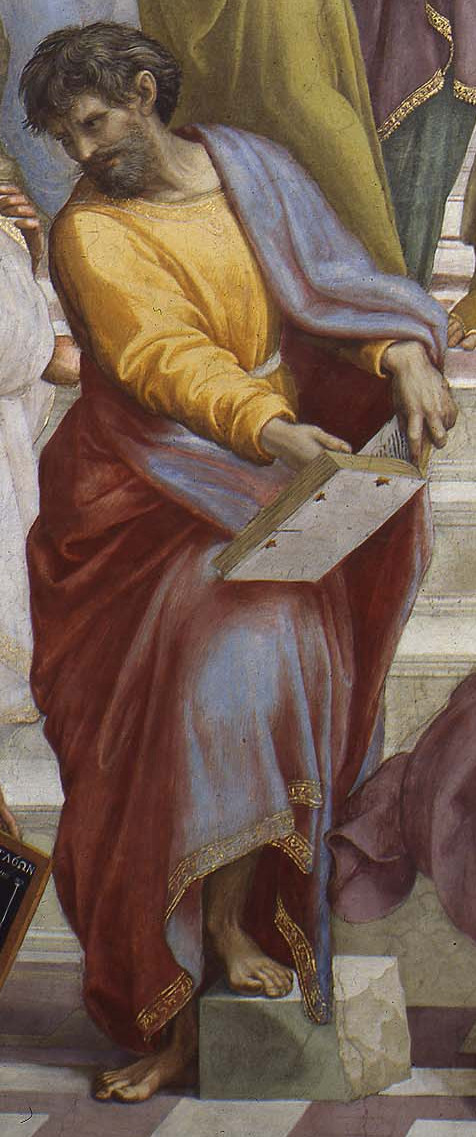
Parmenidēs（アテナイの学堂）

パルメニデスは「ある」に関して多くの文章を残している。彼は次のように述べた。
eon（ある）は不生不滅、全体、唯一、不動であり、終わりがない、またそれは、あったこともなく、あるだろうこともない、なぜなら、それは、今、ひとときに、全体、一、連続としてあるのだから。
パルメニデスは「何かがある」ということは証明されうることでもなければ、証明されるべきことでもない、とした。
パルメニデスは「eon（ある）」の内容を真に理解することに努力を注いだ。そして、それは基本的に nous ヌースあるいはlogos ロゴスによってのみ理解されうる、とした。
パルメニデスは「eon（ある）」の誕生を求めてはならぬ、とした。というのは、まず「ある」が「あらぬ（＝無）」から生じたと考えることはできない、と言う。「あらぬ」は「あらぬ」であって、語ることも考えることもできぬ非実在だとする。では、だからと言って「ある（A）」は「ある（B）」から生じたとすると、「ある（A）」は「ある」ではなかった、という自己矛盾が生じるから、と言う。
よって、存在に先行する存在はありえず、存在の後にくる存在もない。つまり、存在に関しては過去も未来も意味を持たない、存在について時間は意味を持たない、とした。同様の論法でパルメニデスは、存在の不可分性、連続性、同質性などを否定してゆく。こうしてロゴスを用いた洞察で、「eon（ある）」をの真の姿にもとづいて、人が感覚する「生成変化する時間的な世界」というのは、虚妄の世界だとする。このパルメニデスの論調がひとつの基調となってヨーロッパの存在論へとつらなり「実在と現象」といった二世界論へとなってゆくことになった。

### アリストテレス

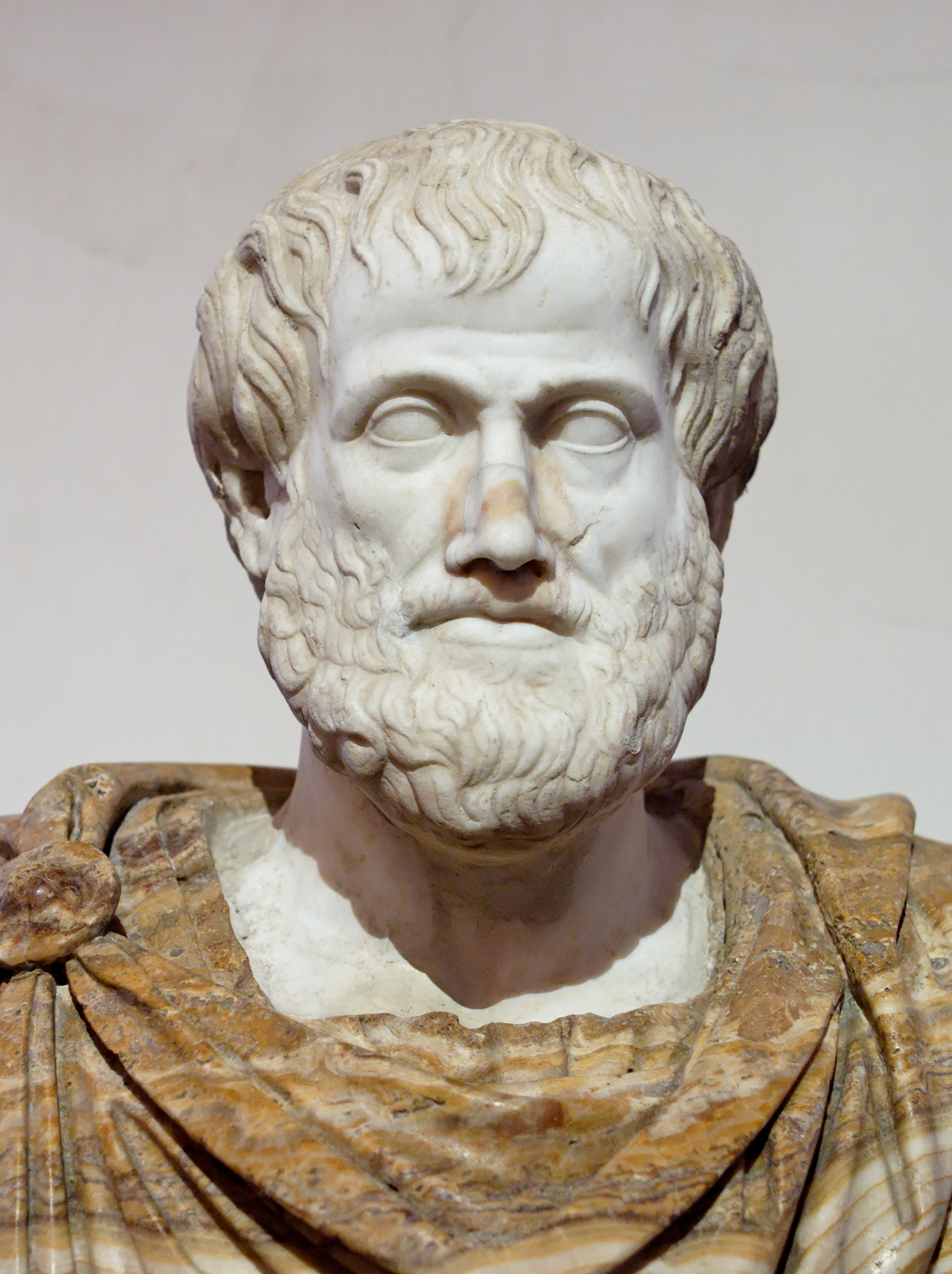
アリストテレス

アリストテレスのMetaphysica『形而上学』は体系的な思索をおこない、その原基を提供し、現代に至るまでヨーロッパの形而上学を規定したり影響を与えたりしている。
アリストテレスはまず、『「ある」は様々な意味で語られる』ということ、つまり存在の多義性に着目し、その分析から「ある」こと（存在）についての思索を展開する。アリストテレスは「存在の多義性」を広い意味および狭い意味で用いた。広義のそれを4つからなる多義性とした。それは
1. 付帯性としての「ある」
2. 真としての「ある」
3. カテゴリーとしての「ある」
4. デュナミスやエネルゲイアとしての「ある」

の四種類があるという意味での多義性である。狭義の多義性については、10個のカテゴリーに分化して展開することを指した。なお、アリステレス自身はそれらの中で「カテゴリー」としての「ある」を重視したため、それがヨーロッパの伝統に引き継がれ、結果として「ousia ウーシア（実体）」が最重要視されるようになった。
ではそのウーシア（実体）をアリストテレスがどのように考えたかと言うと、彼は2つの考え方をしたのであり、
1. ひとつは①「あらゆる“ある”ものに共通の、あるものを あらしめる　普遍的な性格」として[3]、
2. もうひとつは②「究極の存在者、すなわち神」とした[3]。

この①の実体、「あるものをあらしめる普遍的な性格」について解説すると、およそあるものをあらしめている原理は何か？と問うと、例えば具体例としてここに車があるとして、その車を車たらしめている原理は何か？と問うと、すぐに「それは鉄やガラスという素材だ」などと考えてしまう者がいるが、しかし素材は交換しても車は車であるし、またそれらの素材をただ不規則に集めても車にはならない。それらの事実を考慮すると、車を車ならしめているのは、設計図（や設計の意図を表現した何か）ということになる。）（アリストテレスは、ヒューレー（質料、現代風に言うと“素材”）とエイドス（形相）という概念を用いて様々なことを説明したが）前述のことを考慮すると、結局、「あるものがあるものであらしめているのは、ヒューレー（≒素材）ではなく、エイドス（形相）のほうであり、原理から考えて、エイドスのほうが優れて実体である」とした。
次に②の実体、「究極の存在者、すなわち神」についてアリストテレスは、この世界にあるものはすべて生成消滅することから、エネルゲイア（純粋現実態）とした。

### 中世哲学
中世哲学のなかでもとくにトマスの存在論においては、「存在そのもの」が主題とされた。「存在そのもの」はカテゴリーに依存しておらず、現実態そのものであり、真にその名に値するものは神のみである、とする。神以外の存在者は被造物であり、essentia（本質）を通してのみ、existentia（存在）が与えられる、とされた。つまり、実体・量・性質等々のカテゴリーが与えられ、その形式のもとに「存在すること」が成立するようになる、とした。

### カント
カントは、「物自体」は決して知ることが出来ない、とした。

### ハイデガー

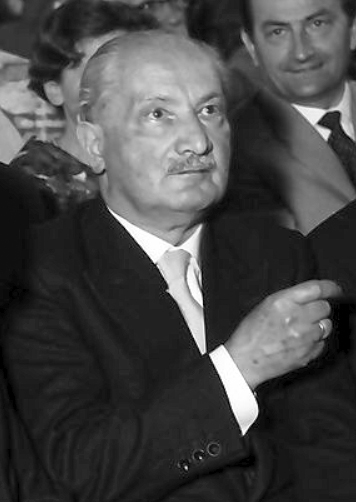
ハイデガー

ハイデガーは、アリストテレスの存在論について、《なぜという問い》をしているのではなくて、《存在のしかた》に焦点を当てていると述べ、アリストテレスの形而上学やそれを継承したヨーロッパの形而上学は全て「存在忘却」だと批判した。そしてハイデガーは、それを乗り越えるためには「Sein 存在（あること）」と「Seiende 存在者（あるもの）」について考えなければならない、とした（ontologische Differenz）。これは「存在（ある）」は、存在者として現れることにより、それ自体を隠蔽するという逆説的事態が起きていることを自覚することであり、真理がAnwesen（現前）であるとすれば、真理は隠蔽（など）の非真理と必然的に結びついていることを自覚ことである、とする。かくして「存在（ある）」とは「真理・非真理」（真理であり、同時に非真理であるもの）であり、Abgrund（深淵）、Nichts（無）、Ereignis（呼び求め）、Zeit-Spiel-Raum（時間・戯れ・空間）だ、とハイデガーは言った。
マルティン・ハイデッガー以降、「基礎的存在論」と呼ばれる哲学の一分野が大きく取り上げられるようになった。
自然科学は「ものが存在する」の「もの」すなわち「存在者」の方を問い、「存在すること」そのことは問わない。しかし、ハイデッガーなどは、まさに「存在すること」そのことを問うたといえる。
この問題を最初に定式化したのは、遡れば古代ギリシアのパルメニデスであった。
一方、ハイデッガーやパルメニデスにおける「存在」と、東洋的な「絶対無」との関連を指摘する声もある。代表的な論者は井筒俊彦である。存在も絶対無も突き詰めれば同じ事柄をいっており、それが世界ありかたの根源的な次元である、と考えられている。

## 東洋
インドにおいては哲学的な探求は、存在に焦点が当てられて行われたわけではないものの、《無》の問題と関係する形でしばしば登場することになる。なお、存在に関連する語彙も豊富で、動詞はas, bhu, vrt, vasなどを語根した語彙があり、派生語sat, sattva, satta, astiva, bhava, vrtti, vastuなどがあり、重要な複合語にsvabhava（自性）がある。
宇宙のはじまりに思いをめぐらせたヴェーダの詩人たちは、宇宙の始原を、asat 《非有》、sat《有》、あるいは《有》《非有》の両者を包みなおかつそれを超えた「あの唯一」「時間」「ブラフマン」などの至高存在に求めた。彼らの言う《非有》は単なる虚無ではなく、「無限定の混沌」のようなもので、それに対して《有》は秩序であり、satya（真実）とも関係する概念である。インドでは円環的時間の考え方が前面に現れ、それとともに世界の“始原”への関心は薄れ、むしろ変化の根底にある構成原理へと探求の力点が移動した。ウパニシャッドの哲人ウッダーラカ・アールニは《有の哲学》を唱え、世界の始原たる《有》は、万物に内在する本質でもあり、その真実へ回帰し覚醒することが求められる、とした。これは解脱指向のアプローチで、存在が充溢し、意識・歓喜などと融合するものである。
初期のヴェーダーンタは、開展説によって最高存在と現象界との連続性を保ったが、その後、シャンカラに始まる不二一元論のように、現象界の虚妄性を強調する傾向が主流となった。彼らは、ブラフマンのみをparamarthika-sattva（真の実在）とし、現象界や個我（苦や迷い）は、至高存在についての覚知の欠如（＝無明）ゆえに あたかもそれらが実在するかのごとく思っているのであって vyavaharika-sattva（世俗通念）にすぎず、「有とも無とも規定しえないもの」とされた。
（なお、これらの階層的な理解は、仏教における《実有》と《仮有》、あるいは《勝義有》と《世俗有》といった理解のしかたと対応している。）

## 自然科学
ハイデガーなどが指摘したように（哲学者の視点から見れば）、（西洋哲学の伝統の系譜にある）自然科学というのは「存在者（①）が存在する（②）」のうちの①「存在者」を問い、②「存在すること」そのことは探求されていない、ということになる。
一部の理論物理学では、宇宙の誕生の過程やミクロの世界の物質の振る舞いを数学的に考察する中から、我々の現実世界以外の平行宇宙や虚時間における物理過程などに言及することがある。ここでは、現実世界として一般に考えられているような世界の外があり、そこに何かの物事が存在、進行していると呼べば呼べそうな事態がある。
また、コペンハーゲン解釈と呼ばれる量子力学の有力な一解釈によれば、物質を量子のレベルで把握する場合、そこには細かな粒子状の存在物とそれらを隔てる空間とがある訳ではないとされる。単一の量子は空間内に広がりを持って確率的に分布しており、特定の一点に存在する訳ではない。観測行為が起こると、そこで初めて、特定の位置が確定される、とされるようになった（シュレーディンガーの猫、アインシュタイン＝ポドルスキー＝ローゼンのパラドックス、ベルの定理も参照のこと）

## 存在の例

### 位置づけ、線引きの難しい存在
- 物質。　デカルトの影響もあり18世紀の自然哲学などでは唯一の実体であるかのように考えられ、かつて信奉された機械論などでも絶対視されたが、その後電磁気学が発展するにつれ（物質でない電界・磁界などが物理で重要な役割を果たしていることが認識されるようになり）、物質の位置づけは相対的にかなり低下、さらに20世紀初頭にアインシュタインが相対性理論によって物質(質量)もあくまでエネルギーの一状態にすぎない、としたことで、物質概念の重要性はすっかり低下した。物質は反物質と衝突すると対消滅を起こし物質（質量）はエネルギーに変わる、つまり物質というのは消滅するものなのである。消滅してしまうようなものは、もはや理論の基礎に据えるほど特別・確実なものではない、ということになったのである。[5]
- 電磁波、光。光子は静止質量が0の素粒子であり、物質ともエネルギーとも見なせる微妙な存在である。
- 電界、磁界、重力場。　いずれも量子化により対応する素粒子が現れ、物質ともエネルギーとも見なせる微妙な存在である。
- 力（エルンスト・マッハらは、ニュートン的な《力》の概念の実在性を否定している）
- エネルギー[注釈 1]
- 空間[注釈 2]
- 時間[注釈 2]
- 生命[注釈 3]
- 自然法則[注釈 4]

### 情報的存在
- 情報。　情報はエネルギーの様々な状態である電磁波、磁界、光、"物質"などにより、変化自在に運ばれ、表現される。いわゆる"物質"には必ずしも依存してはいない。
- 言語
- ソフトウェア、データ、OS、プログラミング言語
- 数学的対象、論理、公理系
- 設計思想
- 方法論、ノウハウ、Wikiの編集方針
- 物理法則、物理定数

### 心の存在
- 心、精神、魂、意識、知性
- 記憶、体験、経験、思い出
- 感情、情動、友情、愛情、親子の情、慈愛
- 価値観、信念、こころざし
- 思想、信仰

### 文化全般
- 文化 - 学問、哲学 - 科学、宗教 - 数学、芸術、音楽、美術、文学

### 社会的存在
- 社会、国家、法人、民族
- 法律、法規、契約、約束
- 人権